# Юан Синкун
Юан Синкун (на китайски: 袁熙坤) е художник и скулптор от Китайската народна република, националност Хан, по произход от Пудин, Гуейджоу, роден в Кунмин, Юннан.
Юан Сикун е син на художника Юан Сяоцен. През 60-те години Юан Синкун учи в Художествения институт Юннан. По-късно той работи като художествен редактор на издателство на Китайската енциклопедия и художник на Китайския изследователски институт по живопис.
През август 1990 г. Юан Сикун е избран за седми член на постоянния комитет на Общокитайската младежка федерация. Оттогава той е член на комисията за оценяване на висши професионални титли в изящните изкуства към Министерството на културата на Китайската народна република, вицепрезидент на Асоциацията на китайските колекционери и директор на Центъра за оценка, почетен президент на Юннанския университет на изкуствата, консултант по изкуствата на China Art Development Corporation, консултант на China Sculpture Society и директор на China Construction Culture. Той е генерален консултант на Професионалния комитет по екологично изкуство към Асоциацията на изкуствата и гост професор във Висшето училище на Китайска академия на изкуствата. През 2005 г. той е избран за директор на организационния комитет на конкурса за кандидатстване за олимпийски пейзажни скулптури през 2008 г.
Юан Синкун е бил член на 8-ми, 9-ти и 10-ти национален комитет на CPPCC и член на постоянния комитет на 11-ти и 12-ти национален комитет на CPPCC. Сред тях през 2008 г. той е избран за член на Постоянния комитет на 11-ия Национален комитет на Китайския народен политически консултативен съвет, представляващ кръга на чуждестранното приятелство.

## Обществена дейност
Юан Синкун се занимава с художествено творчество и международен културен обмен от дълго време. Той закупува хиляди културни реликви от чужбина и ги връща в Китай. Той събира средства за основаването на Beijing Jintai Art Museum, най-големият музей на народното изкуство в Китай и е бил негов директор. Той също така е организирал и бил домакин на повече от 100 културни дейности като „Приема за Националния ден на Индия“ и „Изложбата на беларуското изкуство“ и е признат и похвален от Министерството на външните работи на Китайската народна република и Министерството на Културата на Китайската народна република. Поканен е да създаде портрети с мастило за 152 международни високопоставени лица и моли всеки да подпише своя портрет. Организира лична изложба на „Човек и природа“ в централата на ООН в Ню Йорк и Берлинския музей в Германия. Публикува „Как да рисуваме животни“ и „Си: „Скици на Кун“, „Портрет на дипломатически посланик“ – изкуството и социалните дейности на Юан Сикун“ и други творби. Той също така е поканен да създаде статуи на повече от 50 световни знаменитости от ниво Бащи на нацията. Неговите скулптури на световни знаменитости са събирани и поставени в музеи и площади в различни страни и са привличали вниманието на политически фигури в съответните страни. Получавал е най-високия почетен медал от президенти на повече от десет държави и медали за изкуство от културни отдели. Той е китайският художник, получил най-много чуждестранни президентски медали и медали за изкуство от културни отдели за скулптура.

## Награди
- Медал за заслуги, трета степен (Украйна, обявен на 6 август 2008 г.)[5]
- Медал на Източна република Уругвай (Уругвай, одобрен на 7 октомври 2016 г.)[6]
- Медал на Франсиско де Миранда, първа степен (Венецуела, връчен в Пекин на 19 април 2021 г.)[7]
- Медал за приятелство (Азербайджан, връчен в Пекин на 24 май 2021 г.)[8]